# Trematodon felipponei
Trematodon felipponei är en bladmossart som beskrevs av Thériot in Felippone 1930. Trematodon felipponei ingår i släktet tranmossor, och familjen Bruchiaceae. Inga underarter finns listade i Catalogue of Life.